# Provincia di Sánchez Ramírez
Sánchez Ramírez è una delle 32 province della Repubblica Dominicana. Il suo capoluogo è Cotuí.

## Geografia antropica

### Suddivisioni amministrative
La provincia si suddivide in 4 comuni e 11 distretti municipali (distrito municipal - D.M.):
- Cevicos
- Cotuí
- Fantino
- La Mata